# Liste der Kulturdenkmäler in Ockfen
In der Liste der Kulturdenkmäler in Ockfen sind alle Kulturdenkmäler der rheinland-pfälzischen Ortsgemeinde Ockfen aufgeführt. Grundlage ist die Denkmalliste des Landes Rheinland-Pfalz (Stand: 8. Februar 2023).

## Einzeldenkmäler
| Bezeichnung                          | Lage                                      | Baujahr         | Beschreibung                                                                                       | Bild |
| ------------------------------------ | ----------------------------------------- | --------------- | -------------------------------------------------------------------------------------------------- | ---- |
| Bildstock                            | Bocksteinstraße, Ecke Weinbergstraße Lage | 1667            | Kreuzigungsbildstock; Schaft 1827, Aufsatz bezeichnet 1667                                         | BW   |
| Kreuze                               | Hauptstraße, auf dem Friedhof Lage        | 19. Jahrhundert | [Friedhof 1870 angelegt]; neugotisches Friedhofskreuz, 19. Jahrhundert; Grabkreuz, bezeichnet 1852 | BW   |
| Katholische Pfarrkirche St. Valentin | Kirchstraße 2 Lage                        | 1904–06         | neugotische Stufenhalle, 1904–06, Architekt Ernst Brand, Trier                                     | BW   |
| Hofhaus St. Martin                   | Klosterstraße 1 Lage                      | 1762            | spätbarocker Dreiseithof, bezeichnet 1762                                                          | BW   |